# Michel Paoli
Michel Paoli (* 1966) ist ein französischer Italianist, der sich vor allem mit seinen Forschungen zu Alberti und Ariost einen Namen gemacht hat. Er lehrt an der Université de Picardie Jules Verne in Amiens.

## Werdegang
Paoli studierte an der ENS LSH in Lyon, wurde an der Sorbonne promoviert und habilitierte sich 2001. Sein Forschungsschwerpunkt ist die italienische Renaissance, er publizierte vor allem zu Leon Battista Alberti und Ludovico Ariosto.
Außerhalb seiner Schwerpunkte hat er zahlreiche weitere Aufsätze und Artikel publiziert, die Themenbreite reicht vom Ursprung des Sonetts bis zu Vasco Pratolini. Paoli betreibt auch eine Website mit der derzeit umfassendsten Bibliografie zur Alberti-Forschung, die Forschungsbeiträge seit 1995 versammelt.

## Bibliografie (Auswahl)
- L'idée de nature chez Leon Battista Alberti (1404–1472). Paris 1999. ISBN 2-7453-0222-1.
- Leon Battista Alberti, 1404–1472. Paris 2004. ISBN 2-910735-88-5. – Italienische Übersetzung: Leon Battista Alberti. Turin 2007. ISBN 978-88-339-1755-9.